# 8 iulie
ianuarie • februarie • martie  • aprilie  • mai  • iunie  • iulie  • august  • septembrie  • octombrie  • noiembrie  • decembrie
8 iulie este a 189-a zi a calendarului gregorian și a 190-a zi în anii bisecți. Mai sunt 176 de zile până la sfârșitul anului.

## Evenimente

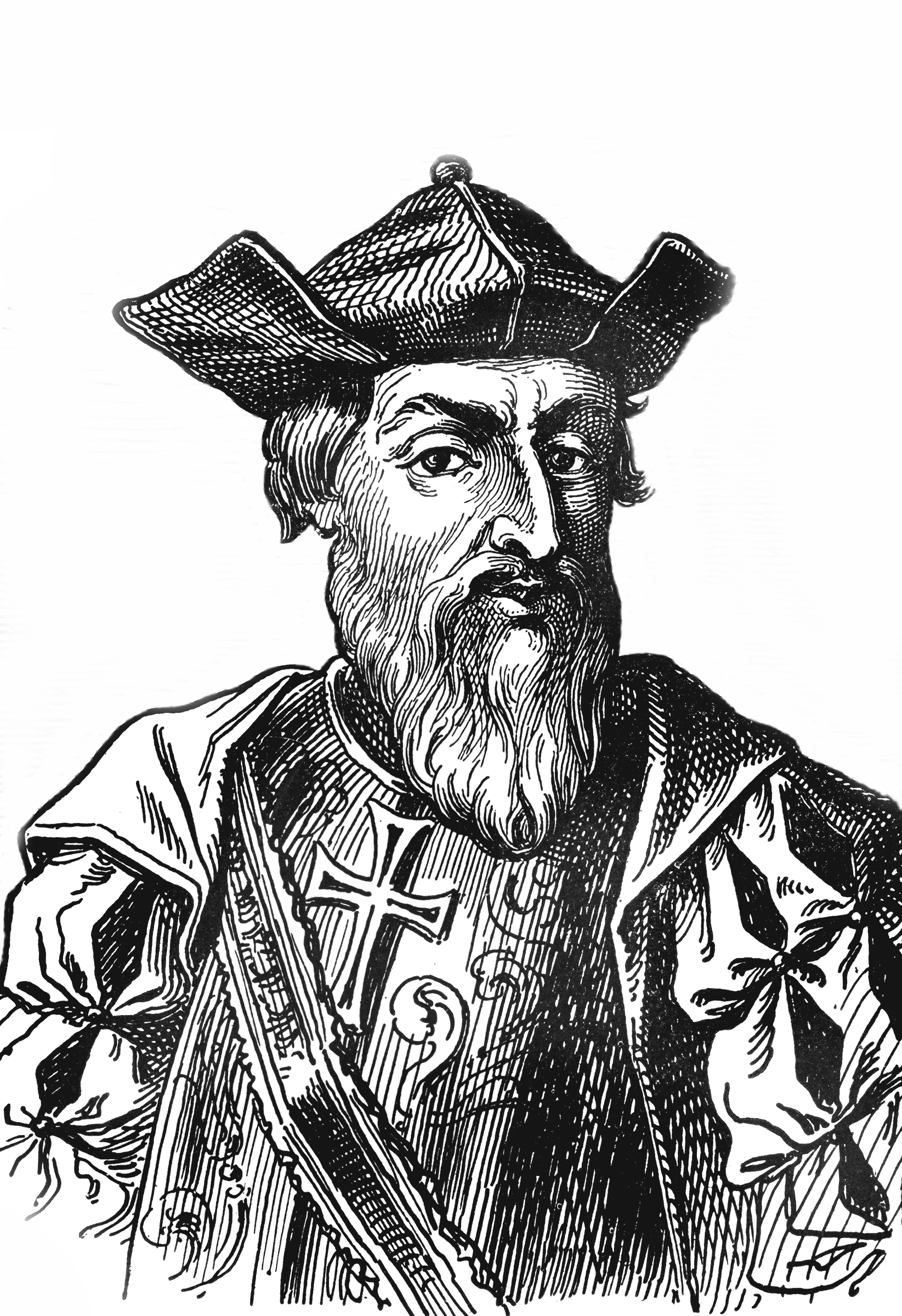
1497: Vasco da Gama începe prima călătorie pe mare din Europa spre India, înconjurând Africa; se deschide astfel linia de navigație din Europa spre Asia.

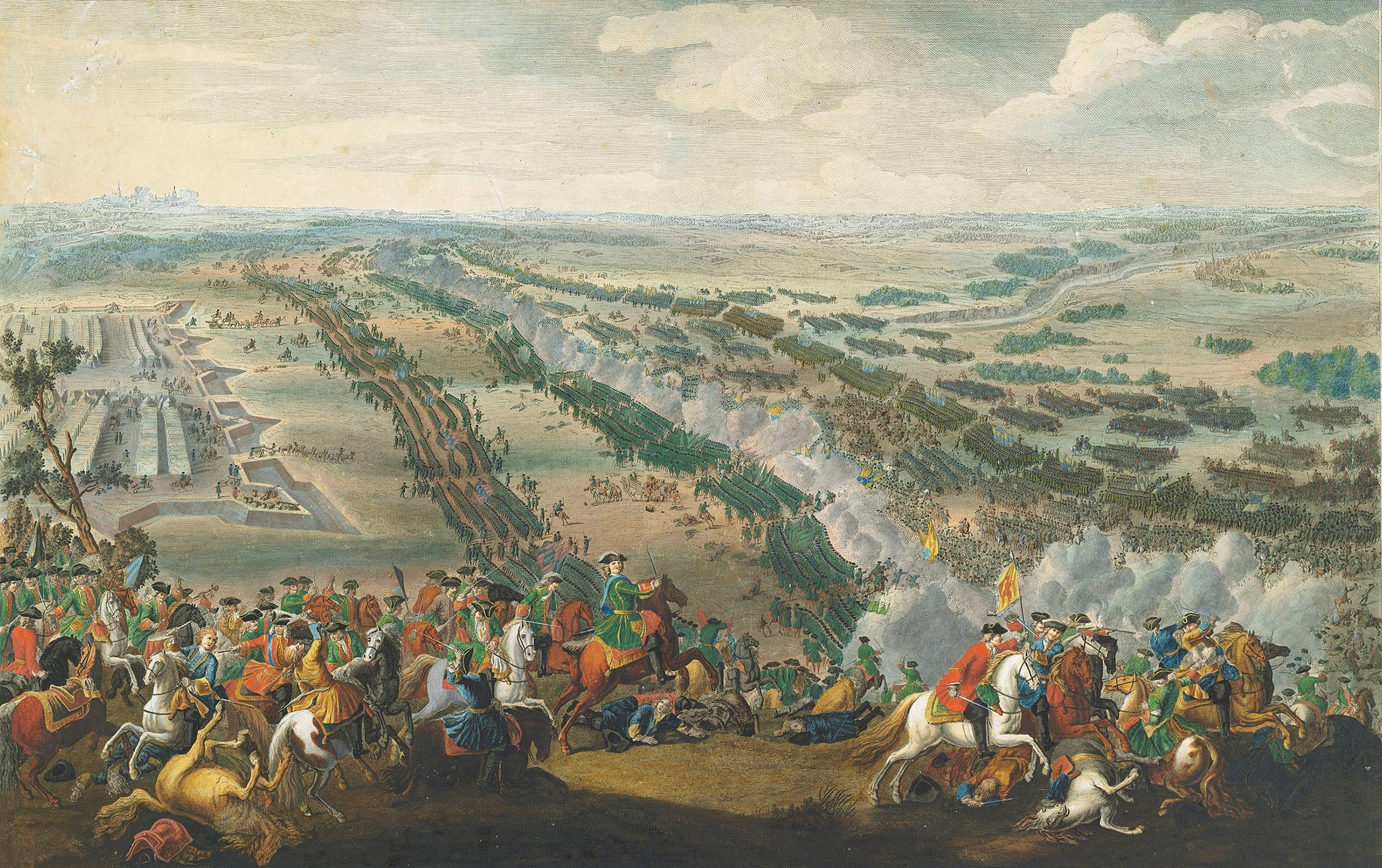
1709: În Bătălia de la Poltava țarul Petru cel Mare al Rusiei îl învinge pe Carol al XII-lea al Suediei la Poltava; se încheie astfel rolul Suediei ca putere majoră în Europa.

- 0158: Data ultimei mențiuni epigrafice a Daciei Superioare.
- 1392: Menționarea prezenței monedelor emise de Țara Românească în cartierul Pera din Constantinopol („perperii de Valachia"); era atestată, astfel, circulația monedei românești în comerțul internațional.
- 1497: Vasco da Gama începe prima călătorie pe mare din Europa spre India, înconjurând Africa; se deschide astfel linia de navigație din Europa spre Asia.
- 1581: Lucaci "riitorul", profesor la Școala Mănăstirii Putna, a terminat de copiat textul bilingv (slavon și românesc) al unei Pravile. Acesta este cel mai vechi text juridic românesc datat.
- 1647: Prima atestare documentară a comunei Racovița.
- 1709: Marele Război al Nordului: Bătălia de la Poltava – Petru cel Mare al Rusiei îl învinge pe Carol al XII-lea al Suediei la Poltava; se încheie astfel rolul Suediei ca putere majoră în Europa.
- 1730: Un cutremur estimat la magnitude de 8,7 produce un tsunami care afectează peste 1.000 km de coastă a Chile.
- 1859: Regele Carol XV & IV accede la tronul Suediei-Norvegiei.
- 1868: A apărut, la Iași, manualul lui Ion Creangă: „Metodă nouă de scriere și citire pentru anul clasei I-a primare".
- 1869: La Timișoara s-a inaugurat prima linie de tramvai tras de cai din Europa.
- 1873: Poetul francez Paul Verlaine, încercând să-l ucidă pe amantul său, Arthur Rimbaud – un alt poet francez –, îi produce o rană gravă.
- 1889: A fost publicată prima ediție a cotidianului american economic și financiar Wall Street Journal.
- 1901: În Franța, viteza automobilelor este limitată la 10 km/h.
- 1922: A avut loc primul meci al echipei de tenis a României în Cupa Davis (România–India, 0-5).
- 1946: A fost creată "Uniunea Internațională a Profesorilor".
- 1947: Are loc Incidentul OZN de la Roswell.
- 1966: Regele Mwambutsa IV Bangiriceng al Burundi este detronat de fiul său, Prințul Charles Ndizi.
- 1976: A fost fondat Partidul Popular European (PPE), federație a partidelor democrat–creștine din țările membre ale Uniunii Europene.
- 1982: Tentativa de asasinat împotriva președintelui irakian Saddam Hussein în Dujail.
- 1989: În Argentina, peronistul Carlos Menem, câștigătorul alegerilor este investit ca noul președinte după demisia predecesorului său, Raúl Alfonsín.
- 1994: Kim Jong-il începe să-și asume conducerea supremă a Coreei de Nord, la moartea tatălui său, Kim Ir-sen.
- 2003: La aproximativ 50 de ore după prima separare din lume a unor gemeni siamezi adulți, care a început la 6 iulie, surorile iraniene Ladan și Laleh Bijani, în vârstă de 29 de ani, mor la scurt timp una după alta în urma procedurii.[1]
- 2011: Naveta spațială Atlantis este lansată în misiunea finală a programului Space Shuttle din Statele Unite.[2]
- 2014: Brazilia a pierdut cu un scor istoric de 1–7 împotriva Germaniei în semifinalele Campionatului Mondial de Fotbal.
- 2022: Fostul prim-ministru al Japoniei Shinzo Abe este împușcat şi ucis de un asasin în timp ce ținea un discurs public în orașul Nara, Japonia.[3]

## Nașteri
- 1528: Emanuel Filibert, Duce de Savoia (d. 1580)
- 1545: Carlos, Prinț de Asturia (d. 1568)
- 1593: Artemisia Gentileschi, pictoriță italiană (d. 1653)
- 1621: Jean de La Fontaine, scriitor și poet francez (d. 1695)
- 1766: Dominique Jean Larrey, medic francez (d. 1842)
- 1792: Theresa de Saxa-Hildburghausen, soția regelui Ludovic I al Bavariei (d. 1854)
- 1830: Alexandra de Saxa-Altenburg (d. 1911)

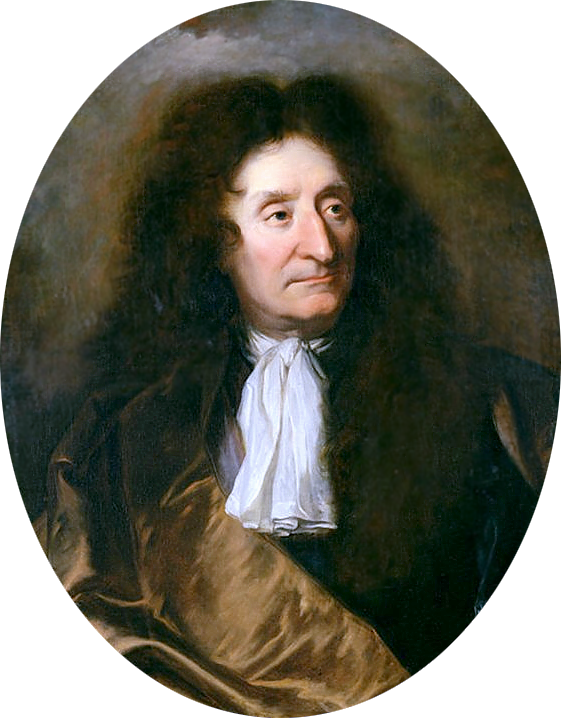
Jean de La Fontaine, autor francez de fabule
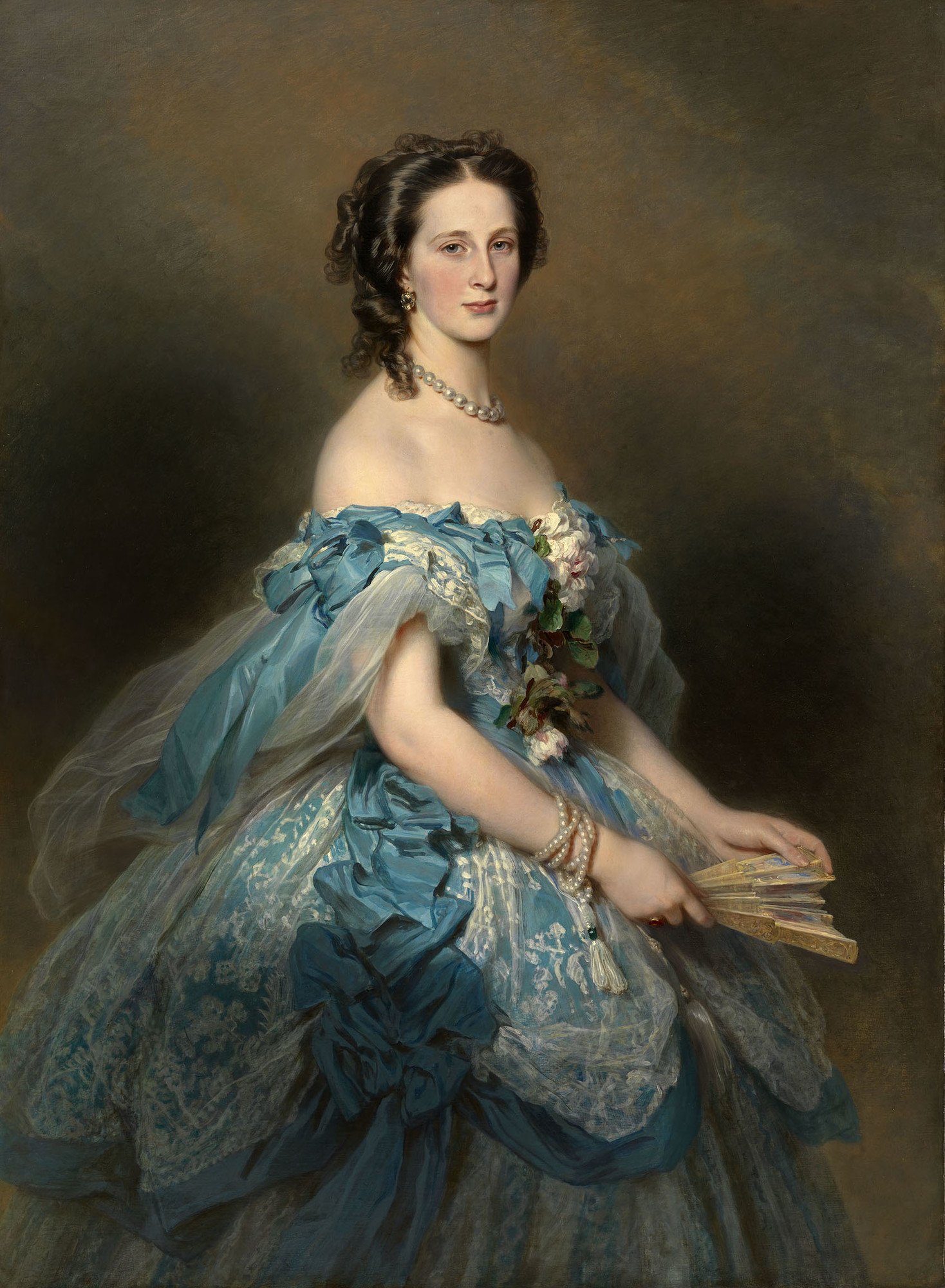
Alexandra de Saxa-Altenburg
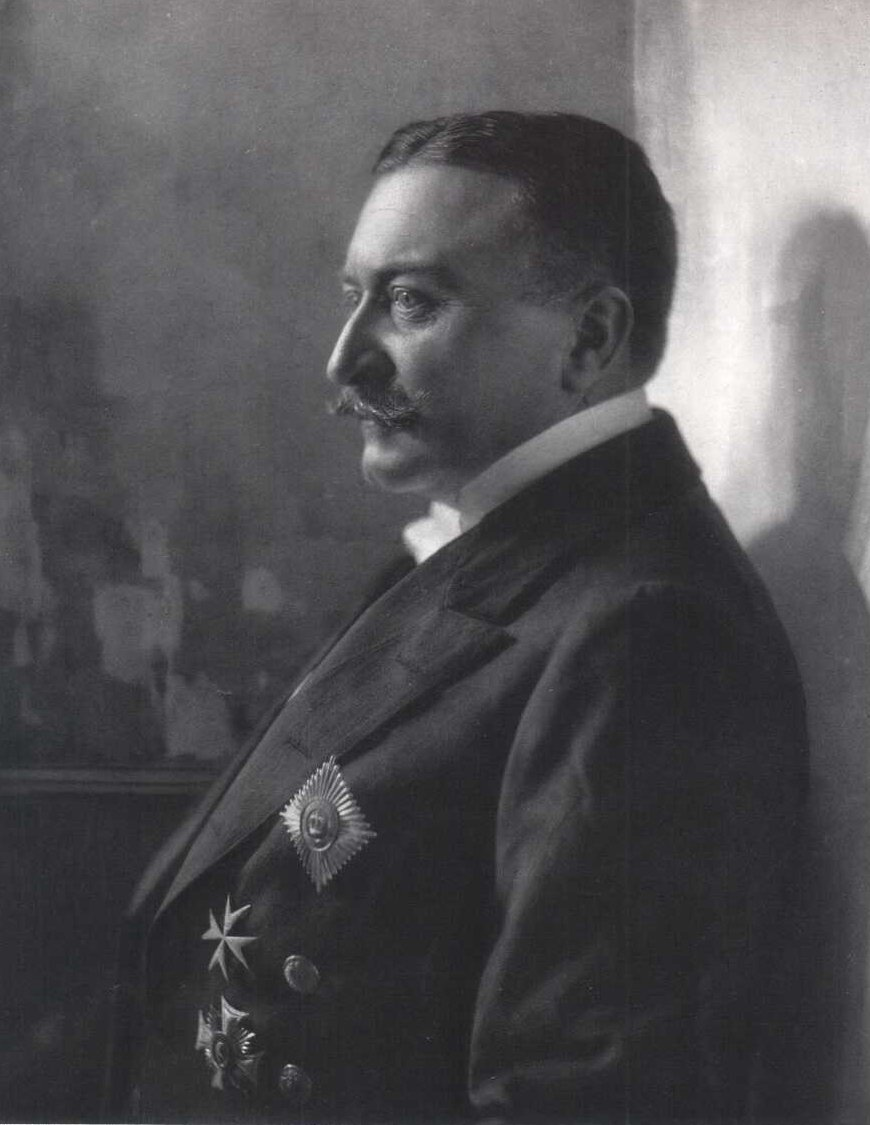
Ferdinand von Zeppelin, inventator german

- 1831: John Pemberton, farmacist american, ofițer, a inventat Coca-Cola  (d. 1888)
- 1838: Ferdinand von Zeppelin, inventator german (d. 1917)
- 1839: John D. Rockefeller, om de afaceri american (d. 1937)
- 1851: Arthur Evans, arheolog britanic (d. 1941)
- 1865: Jules Adler, pictor francez (d. 1952)
- 1867: Käthe Kollwitz, graficiană, sculptoriță și pictoriță germană (d. 1945)
- 1886: Hans Leicht, jurist și om politic din Transilvania (d. 1937)
- 1890: Walter Hasenclever, scriitor german (d. 1940)
- 1891: Constantin Motaș, biolog, ecolog și hidrobiolog român, membru al Academiei Române (d. 1980)
- 1892: Richard Aldington, scriitor englez (d. 1962)
- 1895: Igor Evghenievici Tamm, fizician sovietic, laureat al Premiului Nobel  (d. 1971)
- 1902: Alf Lombard, lingvist romanist și românist (d. 1996)
- 1904: Henri Cartan, matematician francez (d. 2008)
- 1906: Philip Johnson, arhitect american (d. 2005)
- 1907: Petre Abrudan, pictor  român (d. 1979)
- 1908: Nelson A. Rockefeller, politician american (d. 1979)
- 1910: Achim Stoia, compozitor român (d. 1973)
- 1919: Walter Scheel, politician german, al 4-lea președinte al Germaniei (d. 2016)
- 1923: Manuel Alvar, lingvist spaniol, membru de onoare al Academiei Române (d. 2001)
- 1925: Jean Cau, scriitor francez, câștigător al Premiului Goncourt în 1961 (d. 1993)
- 1926: Pierre de Boisdeffre, politician, diplomat, romancier și critic literar francez (d. 2002)
- 1933: Marty Feldman, comic englez (d. 1982)
- 1942: Șerban Foarță, poet și eseist român

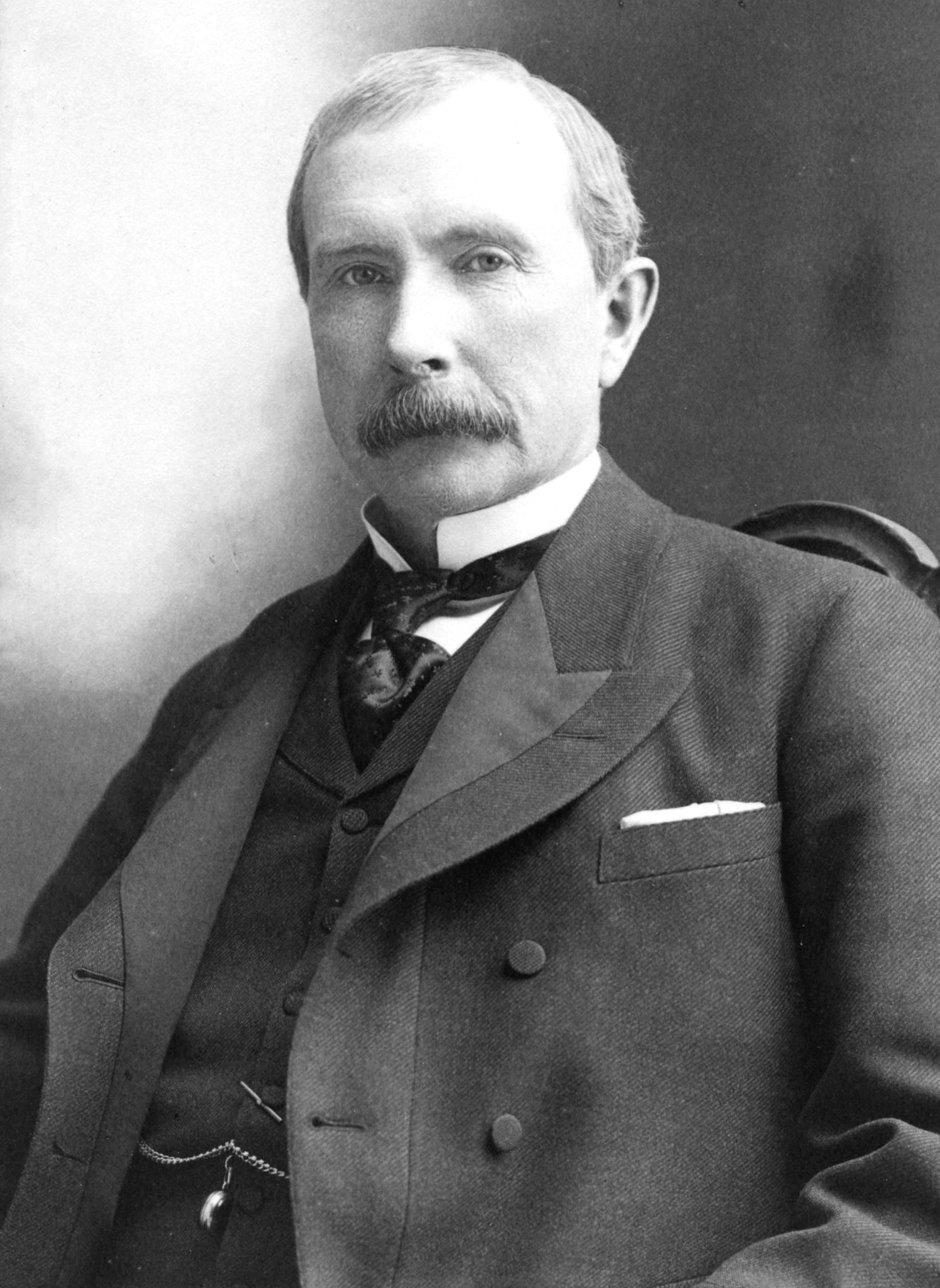
John D. Rockefeller, om de afaceri, filantrop american
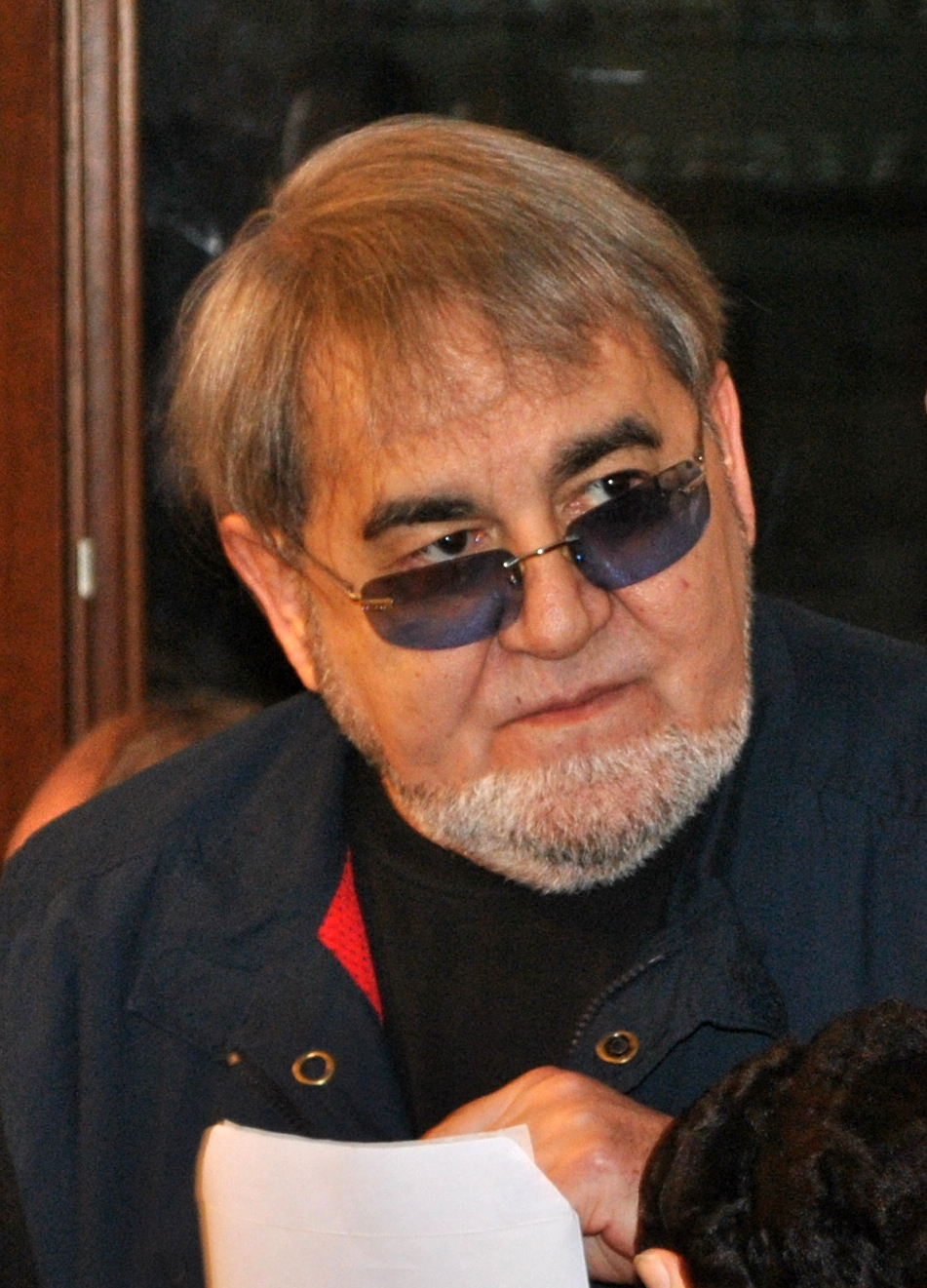
Șerban Foarță, poet român
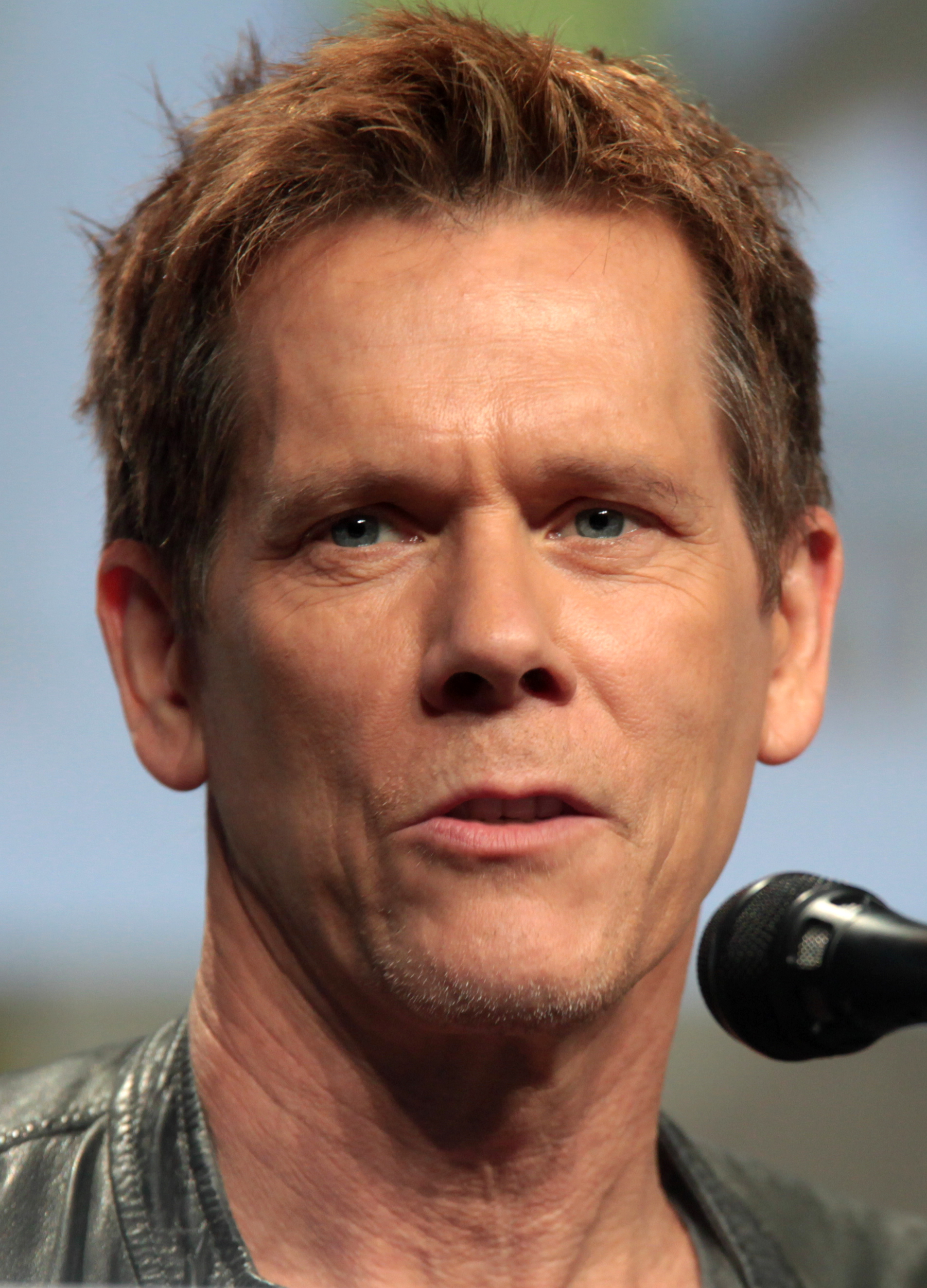
Kevin Bacon, actor american

- 1947: Vilmos Ágoston, scriitor, critic literar și reporter maghiar originar din România (d. 2022)
- 1951: Anjelica Huston, actriță americană
- 1952: Vasile Pușcaș, politician român
- 1955: Mihaela Mitrache, actriță română de teatru și film (d. 2008)
- 1958: Kevin Bacon, regizor, actor și producător american
- 1959: Robert Knepper, actor american
- 1960: Gheorghe Flutur, politician român
- 1960: Ion Marin, dirijor român, fiul lui Marin Constantin
- 1961: Andrew Fletcher, muzician britanic (Depeche Mode) (d. 2022)
- 1962: Joan Osborne, cântăreață și compozitoare americană
- 1972: Viorel Moldovan, fotbalist și antrenor român
- 1974: Moise Guran , politician român
- 1977: Christian Abbiati, portar italian la fotbal
- 1980: Robbie Keane, fotbalist irlandez
- 1982: Sophia Bush, actriță americană
- 1982: Mouna Chebbah, handbalistă tunisiană
- 1990: Kevin Trapp, fotbalist german
- 1998: Jaden Smith, actor american

## Decese
- 0975: Edgar Pașnicul, rege al Angliei (n. 943)
- 1153: Papa Eugen al III-lea
- 1623: Papa Grigore al XV-lea (n. 1554)
- 1695: Christiaan Huygens, astronom, matematician și fizician olandez (n. 1629)
- 1776: Peder Als, pictor danez (n. 1725)
- 1784: Torbern Olof Bergman, chimist și mineralog suedez (n. 1735)
- 1822: Percy Bysshe Shelley, poet britanic (n. 1792)
- 1850: Prințul Adolphus, Duce de Cambridge (n. 1774)
- 1859: Oscar I al Suediei, rege al Suediei și Norvegiei (n. 1799)
- 1873: Franz Xaver Winterhalter, portretist și litograf german (n. 1805)

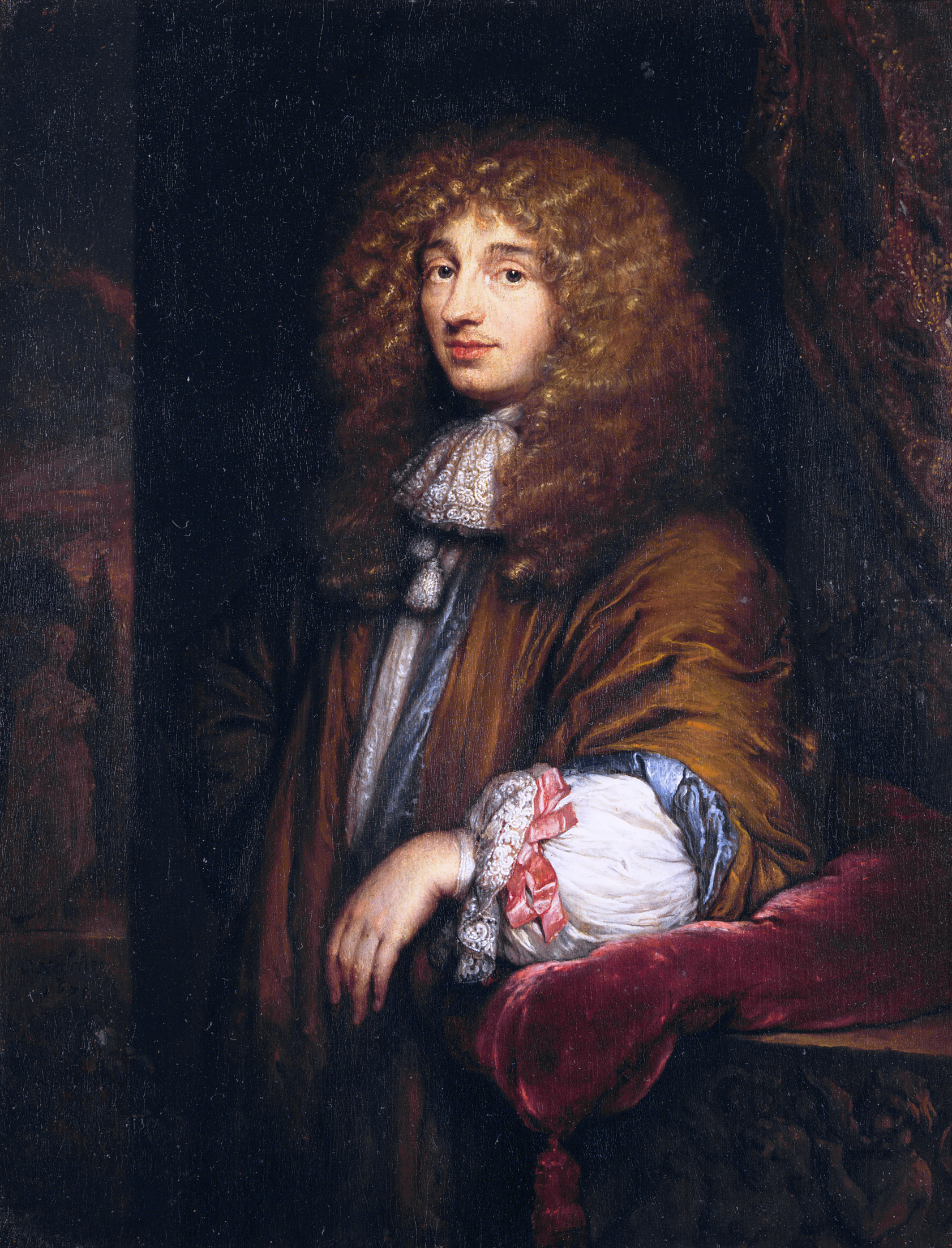
Christiaan Huygens, astronom, matematician și fizician olandez
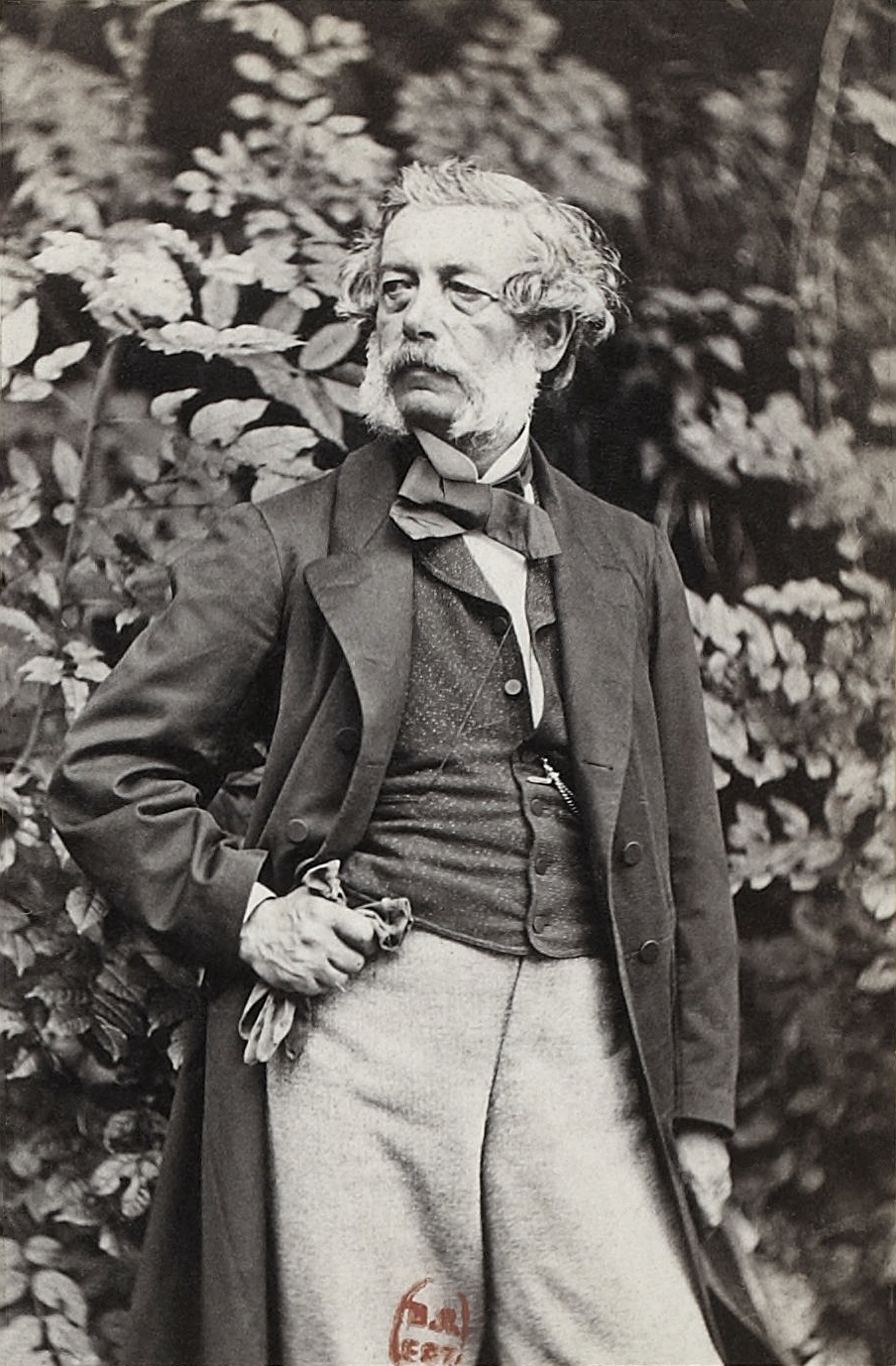
Franz Xaver Winterhalter, pictor german
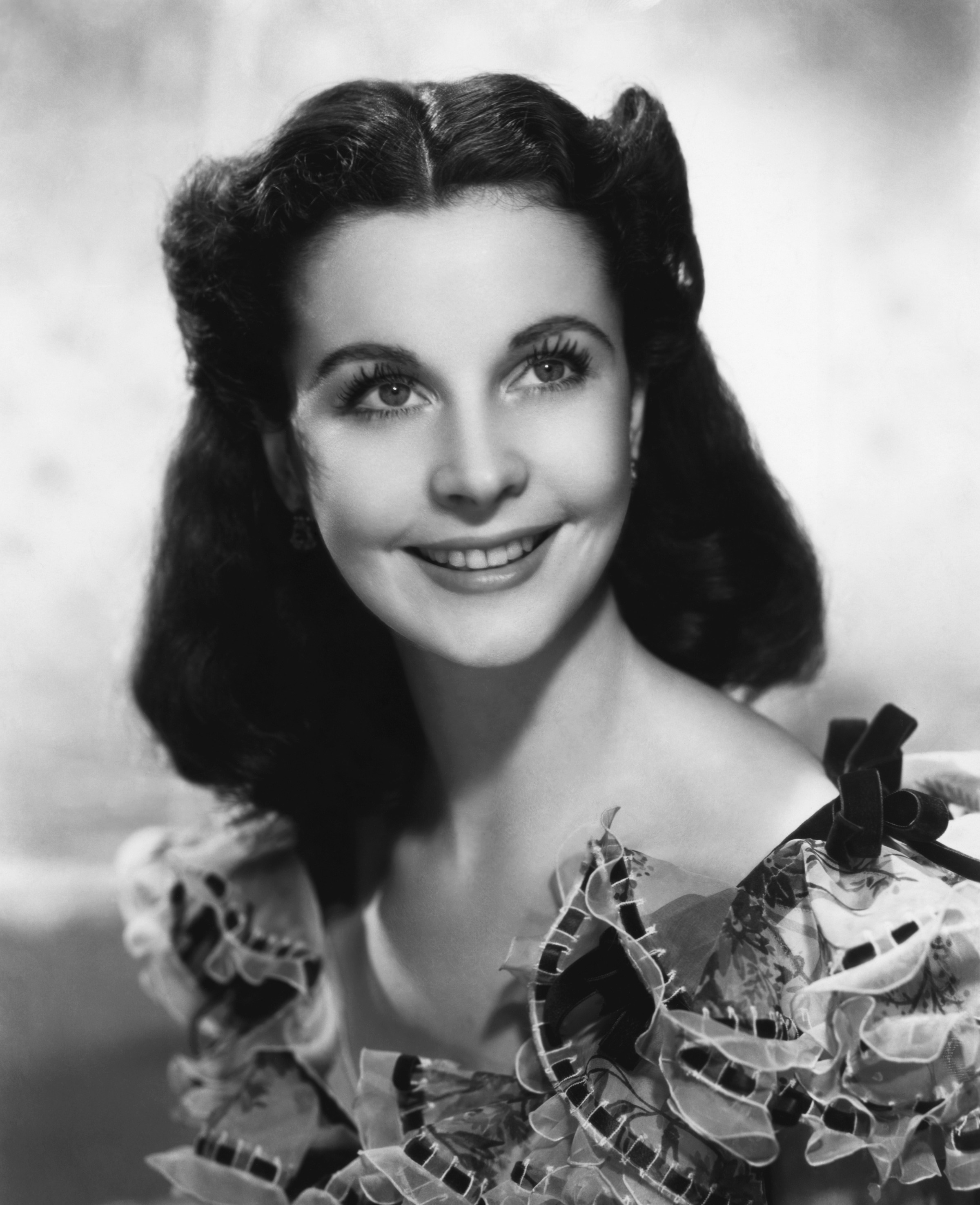
Vivien Leigh, actriță britanică

- 1913: Louis Hémon, scriitor francez (n. 1880)
- 1930: Gustav Weigand, filolog german (n. 1860)
- 1932: Artur Loureiro, pictor portughez (n. 1853)
- 1956: Damian Stănoiu, prozator român (n. 1893)
- 1956: Giovanni Papini, scriitor italian (n. 1881)
- 1962: Georges Bataille, scriitor francez (n. 1897)
- 1967: Vivien Leigh, actriță de film și teatru britanică (n. 1913)
- 1968: Petre Pandrea, filosof, sociolog, scriitor și ziarist român (n. 1904)
- 1979: Robert Burns Woodward, chimist american și laureat al Premiului Nobel (n. 1917)
- 1979: Sin-Itiro Tomonaga, fizician japonez, laureat al Premiului Nobel  (n. 1906)
- 1984: Brassaï, pictor francez (n. 1899)
- 1985: Simon Kuznets, economist american de origine rusă-evreiască, laureat al Premiului Nobel (n. 1901)
- 1993: John Riseley-Prichard, pilot britanic (n. 1924)
- 1994: Kim Ir Sen, lider comunst nord-coreean (n. 1912)
- 1999: Charles Conrad, astronaut american (n. 1930)
- 2006: June Allyson, actriță americană (n. 1917)
- 2010: Adrian Podoleanu, pictor român (n. 1928)
- 2012: Ernest Borgnine, actor american  (n. 1917)
- 2013: Ștefan Iureș, scriitor român (n. 1931)
- 2017: Elsa Martinelli, actriță italiană (n. 1935)
- 2020: Naya Rivera, actriță și cântăreață americană (n. 1987)
- 2022: Shinzō Abe, politician japonez, al 90-lea prim-ministru al Japoniei în perioada 2012-2020 (n. 1954)
- 2022: José Eduardo dos Santos, politician angolez, președinte al Angolei (1979-2017) (n. 1942)

## Sărbători
- Sărbători religioase
  - Sf. Mare Mucenic Procopie (calendar ortodox)
  - Sf. Mucenici Epictet și Astion (calendar ortodox și cel catolic)
  - Sf. Aquila și Priscilla, soți martiri (calendar catolic)
  - Sf. Kilian (calendar evanghelic, catolic)
- Zile onomastice
  - Edgar, Kilian